# Ivan Ivanovič Kataev
Ivan Ivanovič Kataev (Mosca, 27 maggio 1902 – Mosca, 19 agosto 1937) è stato un poeta russo.
Nel 1919 si arruolò nell'Armata Rossa e combatté contro le truppe di Anton Denikin. Tra le sue opere si citano Il poeta (1928), Cuore (1928), Latte (1930), Alla fine del mondo (1933) e Incontro  (1934). A causa del romanzo Latte, ritenuto blasfemo, fu giustiziato nell'agosto del 1937.